# Benedict Varghese Gregorios Thangalathil
Benedict Varghese Gregorios Thangalathil OIC (ur. 1 września 1916 w Kalloopara; zm. 10 października 1994 w Trivandrum) – indyjski duchowny katolicki obrządku malankarskiego, arcybiskup Trivandrum, zwierzchnik Kościoła Syromalankarskiego.

## Życiorys
Varghese Thangalathil urodził się 1 września 1916 w Kalloopara, w stanie Kerala. Wstąpił do Zakonu Naśladowania Chrystusa i przyjął imię Benedykt. 24 sierpnia 1940 arcybiskup Geevarghse Ivanios Panickerveetil udzielił mu święceń kapłańskich. W 1952 roku został mianowany biskupem, a sakrę otrzymał 29 stycznia 1953. W 1955 roku został mianowany arcybiskupem Trivandrum i zwierzchnikiem Kościoła Syromalankarskiego. Pełnił tę funkcję do śmierci, tj. do 10 października 1994.